# Чианграй (аэропорт)
Международный аэропорт Чианграй или Международный аэропорт Маэфахлуанг-Чианграй (тайск. ท่าอากาศยานนานาชาติแม่ฟ้าหลวง เชียงราย, ИАТА: CEI, ИКАО: VTCT) — гражданский аэропорт, обслуживающий коммерческие авиаперевозки города Чианграй — столицы одноимённой провинции (Таиланд). Расположен примерно в десяти километрах от центра города.
С 1998 года управляется государственной компанией Аэропорты Таиланда.

## Общие сведения
В 2012 году услугами международного аэропорта Чианграй воспользовалось 986 436 человек, порт обработал 5819 операций по взлётам и посадкам воздушных судов.
В аэропорту функционирует один пассажирский терминал с множеством торговых точек. Зоны внутренних и международных рейсов находятся на одном этаже, но в разных частях терминала.
В 2014 году по международным направлениям аэропорт обслуживал только один маршрут в международный аэропорт Куньмин Чаншуй (Китай). Таможенный контроль также работает для транзитных рейсов авиакомпании Thai Airways International, следующих через бангкокский международный аэропорт Суваннапум.